# 二条綱平
二条 綱平（にじょう つなひら）は、江戸時代中期の公卿。左大臣九条兼晴の子。摂政二条光平の養子。官位は従一位関白。二条家18代当主。幼名は石君、号は敬信院円覚。

## 経歴
寛文12年（1672年）、九条兼晴の子として誕生。兄に九条輔実、弟に西本願寺第15世住如がいる。江戸幕府4代将軍徳川家綱及び養父・二条光平の偏諱を受ける。
延宝4年（1676年）に二条光平から養子に迎えられた（後水尾法皇の甥で光平の養子に推された一条冬基（後の醍醐冬基）は却下された）。天和2年（1682年）11月10日に元服して正五位下に叙せられ11日に左近衛少将に任じられたが、12日に養父が薨去。
翌天和3年（1683年）2月1日の従四位下叙任から官位が上昇、7月29日に従三位、12月15日に権中納言と左近衛中将に任命、貞享元年（1684年）12月23日に権大納言、貞享2年（1685年）9月14日に正三位、貞享3年（1686年）12月28日に従二位に叙せられた。
翌貞享4年（1687年）の東山天皇即位礼に際して行われる即位灌頂で問題が発生、綱平が若年かつ印明伝授の内容を養父から伝えられたかどうか疑念を持たれたことから、大きな争論となった。二条家にとって悪いことに、延宝3年（1675年）の火災で二条家の文庫は全焼しており、先祖伝来の文章もほとんど失われてしまっていた。このため摂政の一条冬経と左大臣の近衛基熙から、まだ大臣の地位に就いておらず、養父からきちんと伝授がなされたかどうか疑わしい綱平ではなく、自家にも伝承があるのでぜひ印明伝授を行いたいとの主張がなされた。結局この時は霊元上皇がそれぞれの家説を確認した上で、かつて自らが受けた印明伝授を綱平に伝えた上で彼が印明伝授を行うことになり一旦沙汰止みになったが、後に再び即位灌頂で争論が起こることになる。
元禄6年（11月12日（1693年12月8日）に右近衛大将となり、元禄12年1月22日（1699年2月21日）に辞任し同日、左近衛大将に就任する。元禄17年2月26日（1704年3月31日）、内大臣に就任。12月26日に正二位に昇進。宝永3年11月25日（1706年12月29日）に左近衛大将を辞任。宝永5年1月21日（1708年2月12日）に内大臣も辞任、同日右大臣となる。2月16日から宝永6年（1709年）6月21日まで東宮傅を務め、正徳5年8月12日（1715年9月9日）、右大臣を辞し同日左大臣となる。12月27日に従一位に叙任。
この間の宝永7年（1710年）に中御門天皇即位礼の即位灌頂がまたもや争論となり、前回の争論で揉めた近衛基熙の息子である摂政近衛家熙との間で争いとなった。綱平は当時東山上皇の崩御に伴う服忌中であり、印明伝授を行うことが危ぶまれており、太閤であった基熙の強い意向もあって近衛家が印明伝授を希望した。この時も霊元上皇の裁定によって二条家が務めることとなり、服忌中の綱平に代わって息子の二条吉忠が印明伝授を行うことになった。
享保7年1月13日（1722年2月28日）に関白に任命、藤氏長者となる。5月3日（6月16日）に左大臣を辞す。享保11年6月1日（1726年6月30日）に関白を辞した。関白在任中は中御門天皇の外祖父として台頭した櫛笥隆賀に対抗して幕府へ接近、享保8年（1723年）に京都所司代松平忠周と対話して、二条家当主が代々徳川将軍家の猶子になっていること（綱平は家綱、吉忠は5代将軍徳川綱吉の猶子）を根拠に加増（役料または増地）や葵の紋使用を要求したが、忠周からは先例が無いことを理由に難色を示され、いずれも実現しなかった。一方、綱平が関白になる前の享保4年（1719年）に一条兼香の請願を受け入れた8代将軍徳川吉宗が一条家の領地を500石加増、以後も官位昇進と助成米授与などで一条家を厚遇したが、これは幕府と朝廷の円滑な関係構築を目指した吉宗の意向による所があった（6代将軍徳川家宣の未亡人で近衛家出身の天英院の存在があって、幕府は綱平の要求を叶えられなかったとも）。
享保14年（1729年）4月29日に出家、享保17年（1732年）2月6日に薨去。

## 芸術家の庇護者として
パトロンとして尾形光琳・乾山兄弟に目を掛けており、彼等との交流は二条家の記録『二条家内々番所日次記』と綱平が正徳4年（1714年）から享保11年まで12年間書いた日記『綱平公記』に記され、元禄2年（1689年）に尾形兄弟が二条家に挨拶へ行ったことが初めての記録だが、兄弟の父尾形宗謙が経営していた『雁金屋』と二条家と関係があったことが兄弟と綱平を結び付ける要素になっていた。また、伯父の三宝院門跡高賢と兄弟が能を通じて知り合ったことも兄弟と結び付くきっかけになったとされる。
以後光琳が度々二条家屋敷を訪問したことが記され、元禄14年（1701年）の光琳の法橋就任を推挙したとされ、屋敷訪問が途切れた時期もあったが、光琳とは彼が亡くなる享保元年（1716年）まで27年もの付き合いを続け、乾山とも享保8年（1723年）まで34年にわたり交際を続けた。西本願寺にあった光琳の作品『燕子花図』は綱平の弟住如を通じて繋がりがある西本願寺からの注文が推測され、別の作品『孔雀立葵図屏風』が九条家に伝わったのも、綱平と兼晴の父子関係から派生した可能性があるとされている。元禄7年（1694年）には乾山に京の北西・鳴滝泉谷の山荘を与え、乾山は元禄12年にこの地で初窯に成功して乾山焼を誕生させ、二条家へ茶碗や鉢などを献上したことや、綱平の家来が鳴滝窯へ見物したことなどが二条家内々番所日次記に書かれている。
また、自身を介して乾山と狩野永敬との交流も取り計らった。永敬には貞享3年11月26日に降嫁した栄子内親王（父方の従妹）を迎えるために用意した屋敷の障壁画制作を任せたことがあり、二条家内々番所日次記の元禄15年（1702年）4月4日条には永敬や乾山を屋敷へ招いて酒を酌み交わしたことが記されている。それから5ヶ月後の9月18日に永敬は急死してしまうが、彼が栄子内親王の異母兄・仁和寺門跡寛隆法親王とも交流があった縁で、永敬の息子狩野永伯に代わり乾山が永敬の弟子たちを乾山焼の絵付職人として採用したとされ、『色絵十二ヶ月和歌花鳥図角皿』の図柄は彼等の手になる作品ではないかとされている。
他の画家との関わりでは、関白在任中に土佐光芳や鶴澤探山、山本宗川などの叙位に関与していたことが挙げられる。

## 系譜
後桜町天皇の外曾祖父でもある。
- 父：九条兼晴
- 母：家女房
- 養父：二条光平
- 養母：賀子内親王 - 後水尾天皇の第六皇女
- 妻：栄子内親王 - 霊元天皇の第三皇女、母は中宮鷹司房子
  - 男子：二条吉忠